# 더 레슬러
《더 레슬러》(영어: The Wrestler)는 2008년 공개된 미국의 스포츠 드라마 영화이다. 대런 애러노프스키가 연출하고, 미키 루크, 머리사 토메이, 에번 레이철 우드가 출연하였다.
2008년 제65회 베네치아 국제 영화제에서 최초 상영되었으며 황금사자상을 수상하였다. 주인공을 연기한 미키 루크는 BAFTA, 골든 글로브상, 인디펜던트 스피릿 어워드 남우주연상을 받았으며, 아카데미 남우주연상 후보에 지명되었다. 머리사 토메이는 아카데미 여우조연상 후보에 올랐다.

## 줄거리
링 네임이 랜디 "더 램" 로빈슨인 프로레슬러 로빈은 1980년대에 인기를 모았으나 전성기가 지난 현재는 슈퍼마켓에서 비정규직으로 일하며 주말에 뉴저지 인디단체에서 경기를 뛰고 있다.
한 지역 경기에서 우승한 후 라이벌이었던 "디 아야톨라"와 20주년 기념 재경기를 열자는 제안이 들어온다. 강도 높은 훈련에 들어가고 스테로이드 주사를 맞기 시작한 로빈은 하드코어 레슬링(hardcore wrestling) 경기를 뛴 후 심근 경색으로 쓰러져 관상동맥우회로이식술을 받는다. 의사는 프로레슬링 자체를 그만둬야한다고 경고하는데...

## 출연
- 미키 루크 - 로빈 램진스키 / 랜디 "더 램" 로빈슨 역
- 머리사 토메이 - 팸 / 캐시디, 단골 스트립 클럽 스트리퍼 역
- 에번 레이철 우드 - 스테퍼니 램진스키, 어려서 버린 딸 역
- 마크 마골리스 - 레니 역
- 토드 배리 - 웨인, 슈퍼마켓 매니저 역
- 주다 프리들랜더 - 스콧 브럼버그 역
- 아제이 나이두 - 메딕 역
- 와스 스티븐스 - 닉 볼피 역

## 기타 제작진
- 공동 제작: 마크 헤이먼
- 협력 제작: 아리 핸들
- 배역: 수잰 크롤리, 메리 버뉴
- 미술: 팀 그라임스
- 의상: 에이미 웨스트콧